# رنا حمدي
رنا حمدي (مواليد 11 سبتمبر 1989) هي لاعبة كرة قدم نسائية مصرية في مركز الدفاع. شاركت مع منتخب مصر للسيدات في كأس أمم أفريقيا لكرة القدم للسيدات 2016. وعلى مستوى الأندية، تلعب مع إحدى الأندية الكندية.